# Гандхари (язык)
Гандхари (Gāndhārī; деванагари: गंधारी) — один из среднеиндийских языков — пракритов. Гандхари известен в основном по надписям и рукописям, выполненным с помощью индийского письма кхароштхи. Последние памятники на кхароштхи на территории Гандхары относятся к III веку, в Восточном Туркестане — к VII веку. Дальнейшая судьба гандхари в точности неизвестна, предполагается, что он был со временем вытеснен пушту, на котором говорили племена, расселявшиеся в Средние века из Сулеймановых гор, расположенных к югу от Гандхары.

## Территория
Был распространён на крайнем северо-западе Индостана — в долине реки Кабул, в области Гандхара, которая располагалась на территории современных северного Пакистана (СЗПТ) и северо-восточного Афганистана. Кроме того, рукописи на гандхари обнаружены и в других регионах распространения письма кхароштхи, в частности в Восточном Туркестане.

## Буддийские рукописи на гандхари
До недавнего времени единственной известной рукописью на гандхари был берестяной свиток, обнаруженный в 1893 году в Кохмари-Мазар возле Хотана в Синьцзян-Уйгурском автономном районе Китая, на котором была записана Дхаммапада. Однако в последние годы большое количество фрагментарных рукописей с записями буддистских текстов было обнаружено на территории собственно Гандхары (Афганистан и Пакистан). Они включают:
- 29 фрагментов берестяных свитков из коллекции Британской библиотеки,
- 129 фрагментов фолио из пальмовых листьев из коллекции Мартина Шёйена (Martin Schøyen Collection), 27 фрагментов фолио из пальмовых листьев из коллекции Хираямы и 18 фрагментов фолио из пальмовых листьев из коллекции Хаяшидеры,
- 24 берестяных свитка из коллекции Сениора,
- 8 фрагментов единого берестяного свитка и 2 маленьких фрагмента другого свитка из коллекции Университета штата Вашингтон.

## Лингвистическая характеристика
Как и все пракриты, гандхари происходит либо от ведийского языка, либо от близкородственного диалекта.
Неизвестно, был гандхари родным языком части или всего населения Гандхары или это было только средство письменных памятников. Предполагается, что в гандхари отражены черты других языков данного региона, как индоевропейских (дардских и восточноиранских), так и доиндоевропейских (возможно, родственных бурушаски).
Древнеиндийское jñ- упростилось в гандхари в ñ-.
Гандхари оказал влияние также на смешанные формы гандхарского гибридного санскрита.